# مؤسسة التعاون
مؤسسة التعاون هي منظمة أهلية غير ربحية إنطلقت في جنيف في العام 1983، بمبادرة مجموعة من الشخصيات الإقتصادية والفكرية الفلسطينية والعربية، وهي أحد أكبر المؤسسات العاملة في فلسطين ومخيمات اللاجئين في لبنان. على مدى أكثر من 40 عاماً من العمل استثمرت المؤسسة ما يقارب 900 مليون دولار أمريكي في تنفيذ البرامج التنموية والإغاثية في مناطق عملها شملت أكثر من مليون فلسطيني سنوياً نصفهم من النساء. تتواجد المؤسسة وتعمل في كل من فلسطين والأردن ولبنان وسويسرا، وفي بريطانيا من خلال المؤسسة الشقيقة، وتنفذ تدخلاتها لتعزيز صمود المواطن الفلسطيني. وتمكين مؤسسات المجتمع المدني إقتصادياً وإجتماعياً، وتعزيز الهوية وقيم الحرية والديمقراطية وسائر القيم الإنسانية، مع الحفاظ على الموروث الحضاري. توفير الفرص المتكافئة لمختلف شرائح المجتمع الفلسطيني لتفعيل هذه القدرات بتميّز وإبداع في مواجهة أحلك الظروف. وتسترشد بالإعلان العالمي لحقوق الانسان، والقوانين الدولية الصادرة عن منظمة الأمم المتحدة للتربية والعلوم والثقافة (اليونسكو) ذات الصلة، وإعلانها العالمي حول التنوع الثقافي.

## برامج المؤسسة
تعمل المؤسسة على أربع برامج كبرى وهي:
- التعليم للمساهمة في توفير تعليم نوعي ينمي المعارف ويطور الطلبة والمعلمين.
- الثقافة للحفاظ على الموروث الثقافي الحي، وتعزيز الهوية الفردية والجماعية، والتأكيد على دور الثقافة كمكوّن وموجّه لعملية التنمية المستدامة.
- التنمية المجتمعية لدعم العيش الكريم للفلسطينيين، وبناء إقتصادات محلية تحقق التنمية الاقتصادية والاجتماعية والصحية العادلة والمستدامة للفلسطينيين.
- برنامج القدس لإعمار البلدات القديمة للمساهمة في الحفاظ على التراث المعماري والتاريخي والهوية الثقافية للمدن والبلدات التاريخية في فلسطين.

## جوائز فازت بها المؤسسة
حصلت المؤسسة على مجموعة من الجوائزالعالمية منها:
- فازت بجائزة المهاتما غاندي للجهود الإنسانية في مواجهة جائحة كورونا 2020.[11]
- فازت بجائزة المهاتما غاندي عن فئة "العمل المجتمعي" عامي 2018 و2019 لتميزها والتزامها بأعل معاييرالنزاهة والمسؤولية المجتمعية.[12]
- فازت مشاريع مؤسسة التعاون "المتحف الفلسطيني" في بلدة بيرزيت و"ترميم منزل عائلة الشهابي معهد ادوارد سعيد" في القدس، بجائزة لقاء التميز والابداع للمقاول الفلسطيني للعام 2016.[13]
- جائزتي أفضل شعار وأفضل هوية مؤسسية للمتحف الفلسطيني في العام 2014.[14]
- شهادة "ED" الخاصة بتصنيفها كمؤسسة خيرية عامة بموجب القانون الأمريكي في العام 2014.
- جائزة "كامبدن الشرق الأوسط" الدولية للأعمال الخيرية والعطاء – أبو ظبي في عام 2012.
- حازت المؤسسة على تصنيف مستوى (أ) للمبادرة العالمية لإعداد التقارير Global Reporting Initiative
- استمرارها في تجديد شهادة الأيزو 9001:200 الخاصة بها، سنويًا منذ العام 2005.
- جائزة آغا خان للعمارة في عام 2004، تكريمًا لانجازات برنامج إعمار البلدة القديمة في القدس.
- منحت المؤسسة جائزة التميز للموسيقي سهيل خوري عام 2006.

## جوائز تمنحها المؤسسة
إنطلقت جوائز مؤسسة التعاون عام 2003 للتميز والإنجاز بمبادرة من عائلة الشخشير لمدة تسع سنوات (2007-2015)، وفي العام 2016 تبنت عائلة عبد الهادي الجائزة وسميت باسم المرحوم نعيم عبد الهادي. كما أطلقت التعاون جائزة منير الكالوتي للشباب الريادي وجائزة المرحوم راغب الكالوتي للتنمية المجتمعيّة في القدس عام 2012، وجائزة نبيل القدومي للتميز في التعليم. وفي العام 2014 تم إطلاق جائزة فلك وعبد الكريم كامل الشوّا للمؤسسات المجتمعيّة في غزّة. وفي العام 2017 أطلقت التعاون ثلاثة جوائز، هم جائزة التعاون للمعلم المتميز بدعم من السيد منير الكالوتي
ومؤسسة هاني القدومي للمنح الدراسية، وجائزة التعاون للتميز بالقطاع الصحي جائزة فاطمة أبو غزالة، وجائزة التعاون للتطبيقات التكنولوجيّة، المبتكرة لتصل قيمة جوائز التعاون إلى 420,000$ سنويًا. صممت هذه الجوائز الثمانية لتقدير وتشجيع رواد المجتمع المدني الذين يُظهرون تميزًا في المساهمة في التنمية المستدامة لفلسطين، كما أنها تحث على توافر الشعور التنافسي الشريف والصحي، الذي يؤدي إلى التميز. ويتم تقييم المتقدمين للجوائز من قبل لجان تحكيم مستقلة وذلك لضمان حيادية الإختيار، ويشرف على هذه الجوائز مجلس الجائزة في التعاون.

## مناصب الجمعية
تتشكل المؤسسة من المناصب التالية:
- الجمعية العمومية وتضم 194، برئاسة سعد عبد الهادي.
- مجلس أمناء من 20 عضواً برئاسة هاني القدومي.
- مجلس أمناء مكتب لبنان فؤاد بوراشي.
- مجلس أمناء مكتب الملكة المتحدة مارتن لينتون.